# Школа № 1329
Школа № 1329 (Центр образования № 1329) — государственное бюджетное общеобразовательное учреждение города Москвы. Расположена в районе Тропарёво-Никулино Западного административного округа. Школа № 1329 была открыта 1 сентября 2004 года. Здание построено по индивидуальному проекту. В 2015 году к школе № 1329 была присоединена школа № 1308 с углублённым изучением английского и немецкого языка, открытая в 2002 году. В сентябре 2022 года было открыто третье отделение на улице Лобачевского, рассчитанное на профильные классы.

## Образование
По состоянию на 2015 год, школа предоставляет начальное, основное и среднее общее образование. Работает в режиме полного дня. Учащиеся принимают участие в различных олимпиадах. В 2013—2014 годах они показали хорошие результаты на международных олимпиадах по физике и математике. В 2014 году сайт центра образования № 1329 стал лидером в общероссийском рейтинге школьных сайтов. В 2014 году школа № 1329 была объединена со школой № 1308.

## Здание школы
В 2000 году по заданию Правительства Москвы и Департамента образования группа архитекторов начала разработку экспериментального проекта здания школы, которое бы позволило «предоставлять расширенные образовательные услуги на современном уровне с учетом инженерно-технических возможностей здания». Много внимания было решено уделить занятиям спортом. Торжественное открытие новой школы № 1329 состоялось 1 сентября 2004 года в присутствии мэра Москвы Юрия Лужкова. На церемонии он сказал: «Эта школа построена по самому удивительному и современному проекту, — таких школ нет больше ни в Москве, ни вообще в России». Потом градоначальник провёл для детей урок, посвящённый будущему 60-летию Победы в Великой Отечественной войне. Вице-мэр Москвы Валерий Шанцев провёл для первоклассников «олимпийский» урок.
Авторы проекта здания — архитекторы Ю. Богаевская, Н. Лютомский, Г. Сандомирский, С. Миндрул. Общая площадь школы — 22 тысячи м². Она рассчитана на 720 учеников — это 24 класса начальной, средней и старшей школы. Главной особенностью школы является физкультурно-оздоровительный комплекс, выделенный в отдельный блок. В него входят многофункциональный спортивный зал, два бассейна, тренажёрный зал и гимнастические залы. Физкультурой в этой школе могут заниматься 4 класса одновременно. Кроме того, имеется столовая на 240 персон, библиотека и актовый зал. Здание имеет 3 этажа, фасад облицован деревом.
За разработку и реализацию проекта школы № 1329 коллектив архитекторов был удостоен премии города Москвы 2007 года.
Также в здании имеется просторный подвал для обучения особенных детей при помощи специальных методов.

## Структура
- Дошкольное отделение № 1 (улица Академика Анохина, 12к5).
- Дошкольное отделение № 2 (проезд Олимпийской Деревни 8к1).
- Дошкольное отделение № 3 (проезд Олимпийской Деревни 8к2).
- Школьное отделение № 1 (Никулинская улица, 10).
- Школьное отделение № 2 (улица Академика Анохина, 2к5) — бывшая школа № 1308.
- Школьное отделение № 3 (улица Лобачевского, 66).

## Положение в рейтингах
Школа № 1329 регулярно входит в рейтинги лучших школ Москвы, составленные департаментом образования по результатам образовательной деятельности:
| Год   | 2011 | 2012 | 2013 | 2014 | 2015 | 2016 | 2017 | 2018 | 2019 | 2020   | 2021 | 2022 | 2023 |
| ----- | ---- | ---- | ---- | ---- | ---- | ---- | ---- | ---- | ---- | ------ | ---- | ---- | ---- |
| Место | —    | 167  | 95   | 71   | 9    | 11   | 10   | 9    | 9    | топ 20 | 6    | 29   | 20   |

В рейтинге 500 лучших школ России, составленном в октябре 2015 года Московским центром непрерывного математического образования при поддержке Министерства образования и науки РФ, школа № 1329 оказалась на 8 месте. В аналогичном списке, составленном в 2017 году, школа опустилась на 11 место.
До объединения со школой № 1329, школа № 1308 также входила в рейтинги лучших школ Москвы:
| Год   | 2011 | 2012 | 2013 | 2014 |
| ----- | ---- | ---- | ---- | ---- |
| Место | —    | 123  | 167  | 114  |